# Liste der kanadischen Bundeswahlkreise
Diese Liste der kanadischen Bundeswahlkreise (Kanadisches Englisch: ridings/federal electoral districts) umfasst die Wahlkreise für Wahlen auf kanadischer Bundesebene. 

Karte der 343 kanadischen Bundeswahlkreise

## Geschichte
Die Anzahl der Wahlbezirke wurde ursprünglich durch das Verfassungsgesetz von 1867 festgelegt und galt erstmalig für die Kanadische Unterhauswahl 1867. Damals bestanden 180 Bundeswahlkreise. Im Laufe der Zeit wurde auch nicht für jeden Wahlkreis ein Abgeordneter gewählt. Wahlbezirke konnten zusammengefasst werden und dann für den Gesamtbezirk die entsprechende Anzahl von abgeordneten gewählt werden. Im Laufe der Zeit änderte sich diese Anzahl. Nach den aktuellen Regelungen der kanadischen Verfassung ist nach dem Abschluss jeder zehnjährigen Volkszählung die Anzahl der Mitglieder des Unterhauses neu zu justieren.
Die Wahlkreise wurden durch das Gesetz „2003 Representation Order“ (umgesetzt durch „An Act respecting the effective date of the representation order of 2003“ (S.C. 2004, c. 1)) geschaffen und kamen erstmals am 23. Mai 2004 zum Tragen.
Bundeswahlkreise schicken Parlamentsmitglieder in das kanadische Unterhaus („House of Commons“). Provinzwahlkreise können ähnliche Bezeichnungen mit unterschiedlichen geographischen Grenzen besitzen.
Im Jahr 2012 verabschiedete das Parlament von Kanada das „Fair Representation Act“ (S.C. 2011, c. 26) mit welchem das Unterhaus auf 338 Sitze erweitert wurde. Das führte zu 15 neue Plätze für Ontario, 6 neue Sitze für Alberta und British Columbia und 3 für Quebec. Die Kanadier wählten zuletzt bei der Kanadischen Unterhauswahl 2021 nach dieser Verteilung.
Auf Grundlage der der kanadischen Volkszählung von 2021 wird für die Kanadischen Unterhauswahl 2025 die erste Wahl sein, bei der eine geänderte Karte mit 343 Unterhauswahlkreisen verwendet wird. Änderungen an der Zahl der Wahlkreise ergaben sich für die Provinzen Ontario (+ 1 Sitz), British Columbia (+ 1 Sitz) sowie Alberta (+ 3 Sitze). Die aktuellen Wahlbezirke für jede der zehn Provinzen wurden zwischen dem 14. Februar und dem 8. Juli 2023 festgelegt und am 22. September 2023 offiziell bekanntgegeben.
Vier Bundeswahlkreise, die durch den British North America Act 1867 geschaffen wurden, sind noch vorhanden:
- Beauce (Quebec),
- Halifax (Nova Scotia),
- Shefford (Quebec) und
- Simcoe North (Ontario).

## Wahlkreise

### Sitzverteilung
| Provinz/Territorium      | Sitzverteilung            | Sitzverteilung | Sitzverteilung       | Sitzverteilung |
| Provinz/Territorium      | Bevölkerung pro Wahlkreis | Wahlen ab 2025 | Wahlen 2015 bis 2021 | Wahlen 2011    |
| ------------------------ | ------------------------- | -------------- | -------------------- | -------------- |
| Alberta                  | 115.206                   | 37             | 34                   | 28             |
| British Columbia         | 116.300                   | 43             | 42                   | 36             |
| Manitoba                 | 95.868                    | 14             | 14                   | 14             |
| Neufundland und Labrador | 77.561                    | 7              | 7                    | 7              |
| New Brunswick            | 72.935                    | 10             | 10                   | 10             |
| Nordwest-Territorien     | 41.070                    | 1              | 1                    | 1              |
| Nova Scotia              | 88.126                    | 11             | 11                   | 11             |
| Nunavut                  | 36.858                    | 1              | 1                    | 1              |
| Ontario                  | 116.590                   | 122            | 121                  | 106            |
| Prince Edward Island     | 38.583                    | 4              | 4                    | 4              |
| Québec                   | 108.998                   | 78             | 78                   | 75             |
| Saskatchewan             | 80.893                    | 14             | 14                   | 14             |
| Yukon                    | 40.232                    | 1              | 1                    | 1              |
| Gesamt                   | 107.848                   | 343            | 338                  | 308            |

### Wahlkreise in der Provinz Alberta
- Airdrie–Cochrane
- Battle River–Crowfoot
- Bow River
- Calgary Centre
- Calgary Confederation
- Calgary Crowfoot
- Calgary East
- Calgary Heritage
- Calgary McKnight
- Calgary Midnapore
- Calgary Nose Hill
- Calgary Rocky Ridge
- Calgary Shepard
- Calgary Signal Hill
- Calgary Skyview
- Edmonton Centre
- Edmonton Gateway
- Edmonton Griesbach
- Edmonton Manning
- Edmonton Northwest
- Edmonton Riverbend
- Edmonton Southeast
- Edmonton Strathcona
- Edmonton West
- Foothills
- Fort McMurray–Cold Lake
- Grande Prairie
- Lakeland
- Leduc–Wetaskiwin
- Lethbridge
- Medicine Hat–Cardston–Warner
- Peace River–Westlock
- Ponoka–Didsbury
- Red Deer
- Sherwood Park–Fort Saskatchewan
- St. Albert–Sturgeon River
- Yellowhead

### Wahlkreise in der Provinz British Columbia
- Abbotsford–South Langley
- Burnaby Central
- Burnaby North–Seymour
- Cariboo–Prince George
- Chilliwack–Hope
- Cloverdale–Langley City
- Columbia–Kootenay–Southern Rockies
- Coquitlam–Port Coquitlam
- Courtenay–Alberni
- Cowichan–Malahat–Langford
- Delta
- Esquimalt–Saanich–Sooke
- Fleetwood–Port Kells
- Kamloops–Shuswap–Central Rockies
- Kamloops–Thompson–Cariboo
- Kelowna
- Langley Township–Fraser Heights
- Mission–Matsqui–Abbotsford
- Nanaimo–Ladysmith
- New Westminster–Burnaby–Maillardville
- North Island–Powell River
- North Vancouver–Capilano
- Okanagan Lake West–South Kelowna
- Pitt Meadows–Maple Ridge
- Port Moody–Coquitlam
- Prince George–Peace River–Northern Rockies
- Richmond Centre–Marpole
- Richmond East–Steveston
- Saanich–Gulf Islands
- Similkameen–South Okanagan–West Kootenay
- Skeena–Bulkley Valley
- South Surrey–White Rock
- Surrey Centre
- Surrey Newton
- Vancouver Centre
- Vancouver East
- Vancouver Fraserview–South Burnaby
- Vancouver Granville
- Vancouver Kingsway
- Vancouver Quadra
- Vernon–Lake Country–Monashee
- Victoria
- West Vancouver–Sunshine Coast–Sea to Sky Country

### Wahlkreise in der Provinz Manitoba
- Brandon–Souris
- Churchill–Keewatinook Aski
- Elmwood–Transcona
- Kildonan–St. Paul
- Portage–Lisgar
- Provencher
- Riding Mountain
- Saint Boniface–Saint Vital
- Selkirk–Interlake–Eastman
- Winnipeg Centre
- Winnipeg North
- Winnipeg South
- Winnipeg South Centre
- Winnipeg West

### Wahlkreise in der Provinz New Brunswick
- Acadie–Bathurst
- Beauséjour
- Fredericton
- Fundy Royal
- Madawaska–Restigouche
- Miramichi–Grand Lake
- Moncton–Riverview–Dieppe
- New Brunswick Southwest
- Saint John–Rothesay
- Tobique–Mactaquac

### Wahlkreise in der Provinz Newfoundland and Labrador
- Avalo
- Cape Spear
- Central Newfoundland
- Labrador
- Long Range Mountains
- St. John’s East
- Terra Nova–The Peninsulas

### Wahlkreise im  Nordwest-Territorium
- Northwest Territories

### Wahlkreise in der Provinz Nova Scotia
- Acadie–Annapolis
- Cape Breton–Canso–Antigonish
- Central Nova
- Cumberland–Colchester
- Dartmouth–Cole Harbour
- Halifax
- Halifax West
- Kings–Hants
- Sackville–Bedford–Preston
- South Shore–St. Margarets
- Sydney–Victoria

### Wahlkreise im Territorium Nunavut
- Nunavut

### Wahlkreise in der Provinz Ontario
- Ajax
- Algonquin–Renfrew–Pembroke
- Aurora–Oak Ridges–Richmond Hill
- Barrie South–Innisfil
- Barrie–Springwater–Oro-Medonte
- Bay of Quinte
- Beaches–East York
- Bowmanville–Oshawa North
- Brampton Centre
- Brampton–Chinguacousy Park
- Brampton East
- Brampton North–Caledon
- Brampton South
- Brampton West
- Brantford–Brant South–Six Nations
- Bruce–Grey–Owen Sound
- Burlington
- Burlington North–Milton West
- Cambridge
- Carleton
- Chatham-Kent–Leamington
- Davenport
- Don Valley North
- Don Valley West
- Dufferin–Caledon
- Eglinton–Lawrence
- Elgin–St. Thomas–London South
- Essex
- Etobicoke Centre
- Etobicoke–Lakeshore
- Etobicoke North
- Flamborough–Glanbrook–Brant North
- Guelph
- Haldimand–Norfolk
- Haliburton–Kawartha Lakes
- Hamilton Centre
- Hamilton East–Stoney Creek
- Hamilton Mountain
- Hamilton West–Ancaster–Dundas
- Hastings–Lennox and Addington–Tyendinaga
- Humber River–Black Creek
- Huron–Bruce
- Kanata
- Kapuskasing–Timmins–Mushkegowuk
- Kenora–Kiiwetinoong
- Kingston and the Islands
- King–Vaughan
- Kitchener Centre
- Kitchener–Conestoga
- Kitchener South–Hespeler
- Lanark–Frontenac
- Leeds–Grenville–Thousand Islands–Rideau Lakes
- London Centre
- London–Fanshawe
- London West
- Markham–Stouffville
- Markham–Thornhill
- Markham–Unionville
- Middlesex–London
- Milton East–Halton Hills South
- Mississauga Centre
- Mississauga East–Cooksville
- Mississauga–Erin Mills
- Mississauga–Lakeshore
- Mississauga–Malton
- Mississauga–Streetsville
- Nepean
- Newmarket–Aurora
- New Tecumseth–Gwillimbury
- Niagara Falls–Niagara-on-the-Lake
- Niagara South
- Niagara West
- Nipissing–Timiskaming
- Northumberland–Clarke
- Oakville East
- Oakville West
- Orléans
- Oshawa
- Ottawa Centre
- Ottawa South
- Ottawa–Vanier–Gloucester
- Ottawa West–Nepean
- Oxford
- Parry Sound–Muskoka
- Perth–Wellington
- Peterborough
- Pickering–Brooklin
- Prescott–Russell–Cumberland
- Richmond Hill South
- Sarnia–Lambton–Bkejwanong
- Sault Ste. Marie–Algoma
- Scarborough–Agincourt
- Scarborough Centre–Don Valley East
- Scarborough–Guildwood–Rouge Park
- Scarborough North
- Scarborough Southwest
- Scarborough–Woburn
- Simcoe–Grey
- Simcoe North
- Spadina–Harbourfront
- St. Catharines
- Stormont–Dundas–Glengarry
- Sudbury
- Sudbury East–Manitoulin–Nickel Belt
- Taiaiako'n–Parkdale–High Park
- Thornhill
- Thunder Bay–Rainy River
- Thunder Bay–Superior North
- Toronto Centre
- Toronto–Danforth
- Toronto–St. Paul's
- University–Rosedale
- Vaughan–Woodbridge
- Waterloo
- Wellington–Halton Hills North
- Whitby
- Willowdale
- Windsor–Tecumseh–Lakeshore
- Windsor West
- York Centre
- York–Durham
- York South–Weston–Etobicoke

### Wahlkreise in der Provinz Prince Edward Island
- Cardigan
- Charlottetown
- Egmont
- Malpeque

### Wahlkreise in der Provinz Québec
- Abitibi–Baie–James–Nunavik–Eeyou
- Abitibi–Témiscamingue
- Ahuntsic–Cartierville
- Alfred–Pellan
- Argenteuil–La Petite–Nation
- Beauce
- Beauharnois–Salaberry–Soulanges–Huntingdon
- Beauport–Limoilou
- Bécancour–Nicolet–Saurel–Alnôbak
- Bellechasse–Les Etchemins–Lévis
- Beloeil–Chambly
- Berthier–Maskinongé
- Bourassa
- Brome–Missisquoi
- Brossard–Saint–Lambert
- Charlesbourg–Haute–Saint–Charles
- Châteauguay–Les Jardins–de–Napierville
- Chicoutimi–Le Fjord
- Compton–Stanstead
- Côte-du-Sud–Rivière-du-Loup–Kataskomiq–Témiscouata
- Côte-Nord–Kawawachikamach–Nitassinan
- Dorval–Lachine–LaSalle
- Drummond
- Gaspésie–Les Îles-de-la-Madeleine–Listuguj
- Gatineau
- Hochelaga–Rosemont-Est
- Honoré-Mercier
- Hull–Aylmer
- Joliette–Manawan
- Jonquière
- La Pointe-de-l'Île
- La Prairie–Atateken
- Lac-Saint-Jean
- Lac-Saint-Louis
- LaSalle–Émard–Verdun
- Laurentides–Labelle
- Laurier–Sainte-Marie
- Laval–Les Îles
- Les Pays-d'en-Haut
- Lévis–Lotbinière
- Longueuil–Charles–LeMoyne
- Longueuil–Saint-Hubert
- Louis-Hébert
- Louis-Saint-Laurent–Akiawenhrahk
- Marc-Aurèle-Fortin
- Mégantic–L'Érable–Lotbinière
- Mirabel
- Mount Royal
- Mont-Saint-Bruno–L'Acadie
- Montcalm
- Montmorency–Charlevoix
- Notre-Dame-de-Grâce–Westmount
- Outremont
- Papineau
- Pierre-Boucher–Les Patriotes–Verchères
- Pierrefonds–Dollard
- Pontiac–Kitigan Zibi
- Portneuf–Jacques-Cartier
- Québec Centre
- Repentigny
- Richmond–Arthabaska
- Rimouski–La Matapédia
- Rivière-des-Mille-Îles
- Rivière–du–Nord
- Rosemont–La Petite-Patrie
- Saint-Hyacinthe–Bagot–Acton
- Saint-Jean
- Saint-Laurent
- Saint-Léonard–Saint–Michel
- Saint-Maurice–Champlain
- Shefford
- Sherbrooke
- Terrebonne
- Thérèse-De Blainville
- Trois-Rivières
- Vaudreuil
- Ville-Marie–Le Sud-Ouest–Île-des-Sœurs
- Vimy

### Wahlkreise in der Provinz Saskatchewan
- Battlefords–Lloydminster–Meadow Lake
- Carlton Trail–Eagle Creek
- Desnethé–Missinippi–Churchill River
- Moose Jaw–Lake Centre–Lanigan
- Prince Albert
- Regina–Lewvan
- Regina–Qu'Appelle
- Regina–Wascana
- Saskatoon South
- Saskatoon–University
- Saskatoon West
- Souris–Moose Mountain
- Swift Current–Grasslands–Kindersley
- Yorkton–Melville

### Wahlkreise im Territorium Yukon
- Yukon